# Una seconda possibilità
Una seconda possibilità (Redemption of the Ghost) è un film del 2002 diretto da Richard Frideman.

## Trama
Dopo essere fuggito dal carcere in cui era detenuto, il truffatore Witt Hampton si rifugia in un'abitazione isolata; in quel luogo si recano tuttavia per giocare anche due bambini, ai quali dice di essere un fantasma. I due giovani daranno al criminale la possibilità di riflettere sulla propria vita e di redimersi, tanto da fargli decidere di ritornare in prigione a scontare la propria pena.

## Distribuzione
Negli Stati Uniti la pellicola è stata distribuita a partire dal 24 febbraio 2002, mentre la distribuzione in home video è avvenuta a partire dall'8 gennaio 2008. In Italia la pellicola è stata trasmessa direttamente in televisione, con il titolo Una seconda possibilità.